# المكتبة الرئيسية (سكيكدة)
المكتبة الرئيسية لمدينة أو مكتبة صحراوي الزغلامي. تقع بوسط المدينة بجانب خزينة الدولة وأمن ولاية سكيكدة بحي الممرات 20 أوث 1955.

## مهام المكتبة
تتولى المكتبة الرئيسية مهام توفير الكتاب على مختلف الدعائم لترقيـة المطالعـة العموميـة وتشجيع القراءة مع العمل على تحسين المقروئية في أوساط الفئات الإجتماعية المختلفـة.